# Aphelocerus nitidus
Aphelocerus nitidus is een keversoort uit de familie mierkevers (Cleridae). De wetenschappelijke naam van de soort is voor het eerst geldig gepubliceerd in 1843 door Chevrolat.